# Mehdi Addadi
Mehdi Addadi, né le 13 février 1978 à Dely Ibrahim, est un nageur algérien.

## Carrière
Mehdi Addadi obtient aux Jeux africains de 1995 à Harare la médaille de bronze sur 4 × 200 mètres nage libre.
Aux Jeux panarabes de 1997 à Beyrouth, il est médaillé de bronze du 100 mètres papillon.
Il remporte la médaille de bronze du 200 mètres dos aux Championnats d'Afrique de natation 1998 à Nairobi. Aux Jeux africains de 1999 à Johannesbourg, il est médaillé d'or du 100 mètres dos et médaillé de bronze du 100 mètres papillon ainsi que médaillé d'argent des relais 4 x 100 mètres nage libre, 4 x 200 mètres nage libre et 4 x 100 mètres quatre nages. 
Il participe au 100 mètres dos et au 100 mètres papillon des Jeux olympiques d'été de 2000 à Sydney, sans atteindre de finale.
Il est médaillé de bronze du 50 mètres dos aux Championnats d'Afrique de natation 2002 au Caire.
Il est médaillé d'argent du 4 x 100 mètres nage libre aux Jeux africains de 2007 à Alger.

## Famille
Son père Amar Addadi a présidé le Comité international des Jeux méditerranéens,.